# Riera del Mas de Sostres
La Riera del Mas de Sostres és un curs fluvial al terme de Reus, a la comarca catalana del Baix Camp.
Pren aquest nom quan s'ajunten la riera del Pi de Bofarull i la Riera del Molinet, en un punt on hi havia el Mas de Sostres, avui enrunat, tocant al camí de la Creu. Per sota la T-11 fa diverses ziga-zagues, encerclant en part el Mas d'Espasa. Més avall, a Bellissens, passa vora el Mas de Sunyer. Entra al terme de Vila-seca i al passar per la partida de Castellet o de Castellets, pren el nom de Riera o Barranc de Castellet, fins a arribar al mar.